# Emanuel Sweerts

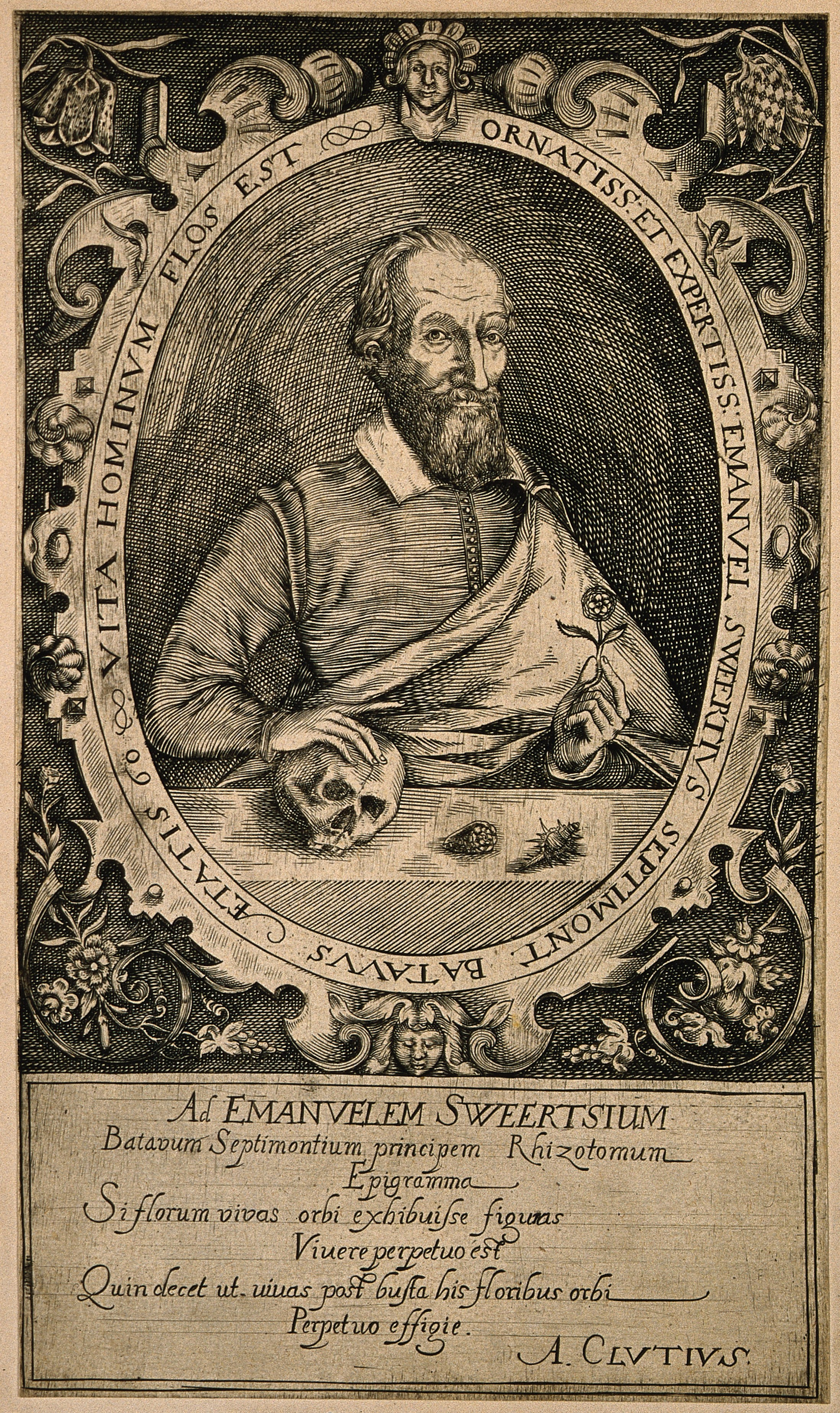
Emanuel Sweerts (1612)

Emanuel Sweerts (* um 1572; † 1612 in Amsterdam) war ein niederländischer Pflanzenhändler.

## Leben und Wirken
Der 1572 im niederländischen Zevenbergen getaufte Emanuel Sweerts war mit Margaretha van der Stein verheiratet. Sein Sohn ist Hieronymus Sweerts (1603–1636), der Vater des Buchhändlers und Dichters Hieronymus Sweerts (1629–1696). Sweerts handelte mit Blumenzwiebeln und seltenen Pflanzen. Viele dieser Pflanzen kultivierte er in seinem weithin bekannten Garten in Amsterdam. Regelmäßig reiste Sweerts zur Messe in Frankfurt. Dort hatte er ein Geschäft gegenüber dem Römer. Kaiser Rudolf II. versuchte vergeblich ihn als Leiter seiner Gärten in Prag zu gewinnen.
Sweerts ursprünglicher Handelskatalog war die Vorlage für sein Werk Florilegium amplissimum et selectissimum (1612). Darin sind 330 Zwiebel- im ersten und 243 Blütenpflanzen im zweiten Teil auf insgesamt 110 Tafeln abgebildet. Zusätzlich ist es mit einem mehrsprachigen Index (Lateinisch, Niederländisch, Deutsch und Französisch) versehen. Von der Popularität seines Werkes zeugen zahlreiche Neuauflagen.
Carl von Linné benannte ihm zu Ehren die Gattung Swertia der Pflanzenfamilie der Enziangewächse (Gentianaceae).

## Nachweise